# La Masó
La Masó è un comune spagnolo di 280 abitanti situato nella comunità autonoma della Catalogna.